# معركة باسيان
```
نشبت 
معركة باسيان؛ بَسيان
 في القرن الثالث عشر، بين جيوش 
مملكة جورجيا
 
وسلاجقة الروم
 في منطقة وادي بَسيان التاريخية 60
 
كم شمال شرق مدينة 
أرضروم
 فيما تُعرف الآن 
بجمهورية تركيا
 الشمالية. تم تأريخ المعركة بشكل مُختلف بين عامي 1202 و 1205، ولكن تم تفضيل 1203 أو 1204 مؤخرًا. وضع المؤرخ المُسلم المُعاصر 
ابن بيبي
 المعركة في عام 
598
 
هـ
 (1 أكتوبر 1201-19 سبتمبر 1202). يحدد المؤرخون الأتراك المعاصرون قلعة ملاذكرد كموقع للمعركة.
```

## الخلفية
كانت المعركة واحدة من تلك الصراعات العديدة بين الحكام السلاجقة والملوك الجورجيين في الأناضول التي ملأت تاريخ المنطقة في القرنين الحادي عشر والثالث عشر. كان بمثابة محاولة أخرى من قبل السلاجقة لوقف التقدم الجورجي جنوباً. يتم سرد قصة هذا الصراع في الإسلامية المعاصرة والمصادر الجورجية والأرمنية.
قام السلطان ركن الدين سليمان شاه الثاني بتحقيق نجاحاً كبيراً لإعادة تجميع السلطنة على أثر أبيه الراحل قلج أرسلان الثاني. في البداية، كانت علاقاته مع مملكة جورجيا المجاورة سلمية ظاهريًا، بما في ذلك تبادل السفارات والهدايا الثمينة. ومع ذلك، فإن استيلاء سليمان شاه على أرضروم عام 1201 والذي كان من خلال آخر حكام بنو سلدق علاء الدين محمد، فأنه في ذلك الوقت كان أحد روافد التاج الجورجي، دفع سليمان شاه الثاني جيشه إلى مواجهة حتمية مع الجورجيين. استاء السلطان كذلك من الجزية التي فرضها الحكام الجورجيون على إمارات الأناضول الإسلامية المجاورة، وطلب سحبها في إنذار قُدّم إلى الملكة الجورجية تَمار. وفقًا للتاريخ الجورجي، أرسل مبعوث سليمان شاه رسالة مسيئة للغاية إلى تمار هدد فيها بأخذها كمومساً عند غزوه لجورجيا.

## المعركة
انضم سليمان شاه له تابعة beys ، عبر أراضي مارشلان الجورجية ونزل في وادي بَسيان. حشدت تمار بسرعة جيشًا في جميع ممتلكاتها ووضعته تحت قيادة زوجها ديفيد سوسلان، وتقدمت القوات الجورجية بقيادة سوسلان وأميرباسالار زكريا مكارجردزلي بشكل مفاجئ إلى باسيان وهاجمت معسكر السلاجقة في معركة ضارية، تمكنت القوات السلجوقية من صد عدة هجمات للجورجيين، لكنها في النهاية انسحبت من أرض المعركة. أدى فقدان راية السلطان إلى فوضى داخل صفوف السلاجقة، وأصيب سليمان شاه بجروح وانسحب إلى أرضروم.

## ما بعد المعركة
أظهر هذا الإجراء أن تمار كانت تتمتع بسلطة مطلقة في القوقاز والأناضول والمرتفعات الأرمنية وشيرفان والأجزاء الغربية من البحر الأسود. سمح الانتصار في باسيان لجورجيا بتأمين مواقعها في الجنوب الغربي وإبقاء عودة السلاجقة تحت السيطرة. بعد فترة وجيزة من المعركة، غزت مملكة جورجيا طرابزون لإنشاء دولة. أعطت تمار السلطة لأليكسيوس الأول من طرابزون، الذي كان زوج أختها. لذلك أنشأت مملكة جورجيا فعليًا منطقة عازلة بين الدول التركية والأراضي الجورجية الإقطاعية.